# Аристово (озеро)
Аристово (Константиновское) — озеро в России, располагается на территории Кирилловского района Вологодской области. Бессточное.
Площадь водной поверхности озера равняется 0,36 км². Уровень уреза воды находится на высоте 126 м над уровнем моря.
Код объекта в государственном водном реестре — 08010200311110000004134.